# Wspólnota administracyjna Pfaffenhofen an der Roth
Wspólnota administracyjna Pfaffenhofen an der Roth, Wspólnota administracyjna Pfaffenhofen a.d.Roth – wspólnota administracyjna (niem. Verwaltungsgemeinschaft) w Niemczech, w kraju związkowym Bawaria, w rejencji Szwabia, w regionie Donau-Iller, w powiecie Neu-Ulm. Siedziba wspólnoty znajduje się w miejscowości Pfaffenhofen an der Roth.
Wspólnota administracyjna zrzesza jedną gminę targową (Markt) oraz jedną gminę wiejską (Gemeinde): 
- Holzheim, 1 782 mieszkańców, 7,60 km²
- Pfaffenhofen an der Roth, gmina targowa, 6 985 mieszkańców, 42,66 km²